# Effectif actuel des Penguins de Wilkes-Barre/Scranton
| No    | Nom                | Nat. | Position       | Arrivée |
| ----- | ------------------ | ---- | -------------- | ------- |
| +031, | Filip Lindberg     |      | Gardien de but |         |
| +040, | Dustin Tokarski    |      | Gardien de but |         |
| +003, | Jack St. Ivany     |      | Défenseur      |         |
| +004, | Taylor Fedun – C   |      | Défenseur      |         |
| +007, | Mitch Reinke       |      | Défenseur      |         |
| +015, | Colin Swoyer       |      | Défenseur      |         |
| +042, | Ty Smith           |      | Défenseur      |         |
| +052, | Mark Friedman      |      | Défenseur      |         |
| +055, | Jon Lizotte        |      | Défenseur      |         |
| +061, | Xavier Ouellet – A |      | Défenseur      |         |
| +010, | Drew O'Connor – A  |      | Ailier gauche  |         |
| +014, | Jordan Frasca      |      | Ailier gauche  |         |
| +017, | Raivis Ansons      |      | Ailier gauche  |         |
| +018, | Drake Caggiula – A |      | Ailier gauche  |         |
| +019, | Alexander Nylander |      | Ailier droit   |         |
| +020, | Lukas Svejkovsky   |      | Ailier droit   |         |
| +021, | Corey Andonovski   |      | Ailier droit   |         |
| +022, | Samuel Poulin      |      | Centre         |         |
| +023, | Jamie Devane       |      | Ailier gauche  |         |
| +028, | Tyler Sikura       |      | Centre         |         |
| +034, | Nathan Légaré      |      | Ailier droit   |         |
| +039, | Kyle Olson         |      | Ailier droit   |         |
| +044, | Jonathan Gruden    |      | Centre         |         |
| +047, | Sam Houde          |      | Centre         |         |
| +048, | Valtteri Puustinen |      | Ailier droit   |         |
| +049, | Ty Glover          |      | Centre         |         |
| +053, | Sean Josling       |      | Ailier droit   |         |